# Repêchage d'expansion de la LNH 2021
Ne pas confondre avec le repêchage d'entrée dans la LNH 2021.
 (juillet 2021).
Les normes d'accessibilité du Web doivent être respectées sur les articles liés au hockey sur glace.
Les articles possédant ce bandeau sont listés dans la catégorie:Article hockey sur glace non accessible.
Les points d'amélioration suivants sont les cas les plus fréquents :
- Tableaux de données : utiliser les modèles préformatés déjà disponibles ou consulter l'aide ;
- Listes à puces : les listes à puces sont créées grâces aux astérisques. Il ne doit pas y avoir de ligne vide entre deux astérisques ;
- Langue : tout changement de langue doit être signalé grâce au modèle {{langue}} ou au paramètrelangue=quand le modèle {{Lien web}} est utilisé dans les références ;
- Alternative textuelle : toute image doit être accompagnée d'une description sommaire (à ne pas confondre avec la légende).

Voir aussi Wikipédia:Atelier accessibilité/Bonnes pratiques.
Nota : ce bandeau ne concerne pas les problèmes d'accessibilité dus aux modèles utilisés.
2017
Le repêchage d'expansion de la LNH de 2021 est le deuxième repêchage d'expansion de la LNH depuis 2000, le premier depuis 2017 quand celle-là a vu l'arrivée des Golden Knights de Vegas. Initialement prévu en juin, il est finalement organisé le 21 juillet 2021 pour constituer la formation du Kraken de Seattle, franchise acceptée dans la LNH en 2018.

## Règlement
Le 4 décembre 2018, la LNH indique lors de l'annonce de l'attribution d'une équipe à Seattle que le règlement qui délimite le repêchage d'expansion 2021 sera similaire à celui qui a prévalu pour la constitution des Golden Knights. Ceux-ci avaient ainsi dû choisir un joueur parmi les 30 équipes existantes de la Ligue, mais au minimum 1 gardien, 9 défenseurs et 14 attaquants. Pour des raisons d'équité, les dirigeants de la formation de l'État du Washington ne pourront sélectionner aucun joueur des Golden Knights.
| Date                                                         | Événement |
| ------------------------------------------------------------ | --- |
| 13 juillet 2021                                              | Date limite fixée aux franchises pour demander à un joueur de lever sa clause de non-mouvement afin d'être repêché par Seattle |
| 24 heures après la fin de la finale de la Coupe Stanley 2021 | Début de la période des rachats de contrats ; date limite fixée aux franchises pour demander à un joueur de lever sa clause de non-mouvement si elle veut placer celui-ci au ballottage en vue de racheter son contrat                                                                                                  |
| 16 juillet 2021                                              | Date limite fixée aux franchises pour assigner un joueur au ballottage ; aux joueurs pour accepter de lever leur clause de non-mouvement |
| 17 juillet 2021                                              | Date limite fixée aux franchises pour soumettre à la LNH leur liste des joueurs qu'elles souhaitent protéger ; ouverture d'une période d'échanges possibles pour Seattle, jusqu'au 22 juillet |
| 18 juillet 2021                                              | Annonce par la ligue des listes des joueurs après son officialisation ; ouverture de la période des entretiens avec les agents libres avec/sans restriction (UFA/RFA) (seulement pour le Kraken et pour les joueurs disponibles lors du Repêchage d'expansion)                                                          |
| 21 juillet 2021                                              | Date limite fixée au Kraken pour soumettre la liste de ses 30 joueurs choisis ; au Kraken pour annoncer à la LNH qu'un contrat avec un agent libre a été signé (ce qui validera déjà le choix de Seattle du joueur à choisir pour cette franchise) ; à la LNH pour annoncer les joueurs qui ont été choisis par Seattle |

## Joueurs protégés
Comme pour les repêchages précédents, les équipes dans lesquelles Seattle vient sélectionner un membre ont la possibilité de protéger certains de leurs joueurs. Les 30 équipes existantes (sauf Vegas) ont le choix entre deux formules : 1 gardien, 3 défenseurs et 7 attaquants (11 membres de leur formation) ou 1 gardien et 8 joueurs (9 membres),.
De plus, l'équipe de Seattle :
- doit sélectionner au moins 20 joueurs sous contrat pour la saison 2021-2022 ;
- doit repêcher des joueurs dont le salaire combiné sera compris entre 60 et 100 % de la limite supérieure du plafond salarial de la saison 2020-2021 ;
- ne peut racheter le contrat de joueurs repêchés avant l'été qui suivra sa première saison.

Plusieurs règles dictent également les choix des directeurs généraux. Les joueurs dont le contrat est assorti d'une clause de non-mouvement doivent figurer dans la liste de protection, sauf si un joueur accepte d'abandonner sa clause ou dont le contrat est racheté (il devient alors agent libre). Par contre, les joueurs à leur première ou deuxième saison dans la LNH sont automatiquement exclus de la liste et ne peuvent pas être choisis par Seattle. Idem pour les recrues sans contrat. D'autres règles existent encore, comme l'exemption du processus de sélection des joueurs qui souffrent de blessures pouvant mettre fin à leur carrière et qui ont raté au moins les 60 derniers matchs.
Le 18 juillet, la Ligue dévoile la liste complète des joueurs protégés en vue du repêchage.

### Association de l'Est
En italique : joueurs devant être protégés pour raisons contractuelles.
| Poste      | Boston           | Buffalo            | Détroit           | Floride            | Montréal           | Ottawa           | Tampa Bay           | Toronto          |
| ---------- | ---------------- | ------------------ | ----------------- | ------------------ | ------------------ | ---------------- | ------------------- | ---------------- |
| Gardien    | Daniel Vladař    | Linus Ullmark      | Thomas Greiss     | Sergueï Bobrovski  | Jake Allen         | Filip Gustavsson | Andreï Vassilevski  | Jack Campbell    |
| Défenseurs | Brandon Carlo    | Rasmus Dahlin      | Filip Hronek      | Aaron Ekblad       | Ben Chiarot        | Thomas Chabot    | Erik Černák         | Thomas Brodie    |
| Défenseurs | Matthew Grzelcyk | Henri Jokiharju    | Nicholas Leddy    | Gustav Forsling    | Joel Edmundson     | Victor Mete      | Victor Hedman       | Justin Holl      |
| Défenseurs | Charles McAvoy   | Rasmus Ristolainen | Gustav Lindström  | MacKenzie Weegar   | Jeffrey Petry      | Nikita Zaïtsev   | Ryan McDonagh       | Jacob Muzzin     |
| Défenseurs |                  |                    |                   |                    |                    |                  | Mikhaïl Sergatchiov | Morgan Rielly    |
| Attaquants | Patrice Bergeron | Rasmus Asplund     | Tyler Bertuzzi    | Aleksander Barkov  | Josh Anderson      | Drake Batherson  | Anthony Cirelli     | Mitchell Marner  |
| Attaquants | Charles Coyle    | Anders Bjork       | Adam Erne         | Samuel Bennett     | Joel Armia         | Connor Brown     | Nikita Koutcherov   | Auston Matthews  |
| Attaquants | Jake DeBrusk     | John Eichel        | Robert Fabbri     | Anthony Duclair    | Jake Evans         | Logan Brown      | Brayden Point       | William Nylander |
| Attaquants | Trent Frederic   | Casey Mittelstadt  | Dylan Larkin      | Patric Hörnqvist   | Brendan Gallagher  | Nick Paul        | Steven Stamkos      | John Tavares     |
| Attaquants | Bradley Marchand | Victor Olofsson    | Michael Rasmussen | Jonathan Huberdeau | Jesperi Kotkaniemi | Braeden Tkachuk  |                     |                  |
| Attaquants | David Pastrňák   | Samson Reinhart    | Givani Smith      | Mason Marchment    | Artturi Lehkonen   | Austin Watson    |                     |                  |
| Attaquants | Craig Smith      | Tage Thompson      | Jakub Vrána       | Carter Verhaeghe   | Tyler Toffoli      | Colin White      |                     |                  |

| Poste      | Caroline              | Columbus           | New Jersey           | Islanders de New York | Rangers de New York  | Philadelphie       | Pittsburgh        | Washington          |
| ---------- | --------------------- | ------------------ | -------------------- | --------------------- | -------------------- | ------------------ | ----------------- | ------------------- |
| Gardien    | Alexander Nedeljkovic | Joonas Korpisalo   | Mackenzie Blackwood  | Semion Varlamov       | Aleksandr Gueorguiev | Carter Hart        | Tristan Jarry     | Ilia Samsonov       |
| Défenseurs | Brett Pesce           | Vladislav Gavrikov | Ryan Graves          | Adam Pelech           | Libor Hájek          | Ryan Ellis         | Brian Dumoulin    | John Carlson        |
| Défenseurs | Brady Skjei           | Seth Jones         | Damon Severson       | Ryan Pulock           | Ryan Lindgren        | Ivan Provorov      | Kristopher Letang | Dmitry Orlov        |
| Défenseurs | Jaccob Slavin         | Zachary Werenski   | Jonas Siegenthaler   | Scott Mayfield        | Jacob Trouba         | Travis Sanheim     | Michael Matheson  | Trevor Van Riemsdyk |
| Attaquants | Sebastian Aho         | Cameron Atkinson   | Jesper Bratt         | Mathew Barzal         | Pavel Boutchnevitch  | Nicolas Aubé-Kubel | Teodors Bļugers   | Nicklas Bäckström   |
| Attaquants | Jesper Fast           | Oliver Bjorkstrand | Nico Hischier        | Anthony Beauvillier   | Filip Chytil         | Sean Couturier     | Jeffrey Carter    | Lars Eller          |
| Attaquants | Warren Foegele        | Boone Jenner       | Janne Kuokkanen (en) | Pascal Clutterbuck    | Christopher Kreider  | Claude Giroux      | Sidney Crosby     | Ievgueni Kouznetsov |
| Attaquants | Jordan Staal          | Patrik Laine       | Michael McLeod       | Anders Lee            | Artemi Panarine      | Kevin Hayes        | Jake Guentzel     | Anthony Mantha      |
| Attaquants | Andreï Svetchnikov    | Gustav Nyquist     | Iahor Charanhovitch  | Matthew Martin        | Kevin Rooney         | Travis Konecny     | Kasperi Kapanen   | Timothy Oshie       |
| Attaquants | Teuvo Teräväinen      | Eric Robinson      | Miles Wood           | Brock Nelson          | Ryan Strome          | Scott Laughton     | Ievgueni Malkine  | Daniel Sprong       |
| Attaquants | Vincent Trocheck      | Jack Roslovic      | Pavel Zacha          | Jean-Gabriel Pageau   | Mika Zibanejad       | Oskar Lindblom     | Bryan Rust        | Thomas Wilson       |

### Association de l'Ouest
| Poste      | Arizona              | Chicago             | Colorado             | Dallas             | Minnesota        | Nashville         | Saint-Louis       | Winnipeg          |
| ---------- | -------------------- | ------------------- | -------------------- | ------------------ | ---------------- | ----------------- | ----------------- | ----------------- |
| Gardien    | Darcy Kuemper        | Kevin Lankinen      | Philipp Grubauer     | Anton Khoudobine   | Cameron Talbot   | Juuse Saros       | Jordan Binnington | Connor Hellebuyck |
| Défenseurs | Kyle Capobianco      | Caleb Jones         | Samuel Girard        | Miro Heiskanen     | Jonas Brodin     | Alexandre Carrier | Justin Faulk      | Joshua Morrissey  |
| Défenseurs | Jakob Chychrun       | Connor Murphy       | Cale Makar           | John Klingberg     | Mathew Dumba     | Mattias Ekholm    | Torey Krug        | Neal Pionk        |
| Défenseurs | Oliver Ekman-Larsson | Riley Stillman      | Devon Toews          | Esa Lindell        | Jared Spurgeon   | Dante Fabbro      | Colton Parayko    | Logan Stanley     |
| Défenseurs |                      |                     |                      |                    | Roman Josi       |                   |                   |                   |
| Défenseurs |                      |                     |                      |                    | Philippe Myers   |                   |                   |                   |
| Attaquants | Lawson Crouse        | Henrik Borgström    | André Burakovsky     | Jamie Benn         | Joel Eriksson Ek | Filip Forsberg    | Ivan Barbachiov   | Kyle Connor       |
| Attaquants | Christian Dvorak     | Alexander DeBrincat | Tyson Jost           | Radek Faksa        | Kevin Fiala      | Tanner Jeannot    | Jordan Kyrou      | Andrew Copp       |
| Attaquants | Conor Garland        | Brandon Hagel       | Nazem Kadri          | Denis Gourianov    | Marcus Foligno   | Luke Kunin        | Ryan O'Reilly     | Pierre-Luc Dubois |
| Attaquants | Clayton Keller       | David Kämpf         | Nathan MacKinnon     | Roope Hintz        | Jordan Greenway  |                   | David Perron      | Nikolaj Ehlers    |
| Attaquants | Philip Kessel        | Patrick Kane        | Valeri Nitchouchkine | Joseph Pavelski    | Ryan Hartman     |                   | Brayden Schenn    | Adam Lowry        |
| Attaquants | Johan Larsson        | Dylan Strome        | Logan O'Connor       | Aleksandr Radoulov | Nico Sturm       |                   | Oskar Sundqvist   | Mark Scheifele    |
| Attaquants | Nicholas Schmaltz    | Jonathan Toews      | Mikko Rantanen       | Tyler Seguin       | Mats Zuccarello  |                   | Robert Thomas     | Blake Wheeler     |

| Poste      | Anaheim             | Calgary           | Edmonton            | Los Angeles       | San José            | Vancouver        |
| ---------- | ------------------- | ----------------- | ------------------- | ----------------- | ------------------- | ---------------- |
| Gardien    | John Gibson         | Jacob Markström   | Stuart Skinner      | Calvin Petersen   | Adin Hill           | Thatcher Demko   |
| Défenseurs | Cameron Fowler      | Rasmus Andersson  | Ethan Bear          | Drew Doughty      | Brent Burns         | Olli Juolevi     |
| Défenseurs | Hampus Lindholm     | Noah Hanifin      | Duncan Keith        | Matthew Roy       | Erik Karlsson       | Tyler Myers      |
| Défenseurs | Joshua Manson       | Christopher Tanev | Darnell Nurse       | Sean Walker       | Marc-Édouard Vlasic | Nathan Schmidt   |
| Attaquants | Nicolas Deslauriers | Mikael Backlund   | Joshua Archibald    | Lias Andersson    | Rūdolfs Balcers     | Brock Boeser     |
| Attaquants | Max Jones           | Dillon Dubé       | Leon Draisaitl      | Viktor Arvidsson  | Logan Couture       | Jason Dickinson  |
| Attaquants | Isac Lundeström     | John Gaudreau     | Zack Kassian        | Dustin Brown      | Jonathan Dahlén     | Bowie Horvat     |
| Attaquants | Rickard Rakell      | Elias Lindholm    | Connor McDavid      | Alexander Iafallo | Tomáš Hertl         | Jonathan Miller  |
| Attaquants | Jakob Silfverberg   | Andrew Mangiapane | Ryan Nugent-Hopkins | Adrian Kempe      | Evander Kane        | Tyler Motte      |
| Attaquants | Sam Steel           | Sean Monahan      | Jesse Puljujärvi    | Anže Kopitar      | Kevin Labanc        | Tanner Pearson   |
| Attaquants | Troy Terry          | Matthew Tkachuk   | Kailer Yamamoto     | Trevor Moore      | Timo Meier          | Elias Pettersson |

## Le repêchage
| Ordre de sélection | Joueur            | Repêché de                |
| ------------------ | ----------------- | ------------------------- |
| 1                  | Jérémy Lauzon     | Bruins de Boston          |
| 2                  | William Borgen    | Sabres de Buffalo         |
| 3                  | Dennis Cholowski  | Red Wings de Détroit      |
| 4                  | Chris Driedger    | Panthers de la Floride    |
| 5                  | Cale Fleury       | Canadiens de Montréal     |
| 6                  | Joey Daccord      | Sénateurs d'Ottawa        |
| 7                  | Yanni Gourde      | Lightning de Tampa Bay    |
| 8                  | Jared McCann      | Maple Leafs de Toronto    |
| 9                  | Morgan Geekie     | Hurricanes de la Caroline |
| 10                 | Gavin Bayreuther  | Blue Jackets de Columbus  |
| 11                 | Nathan Bastian    | Devils du New Jersey      |
| 12                 | Jordan Eberle     | Islanders de New York     |
| 13                 | Colin Blackwell   | Rangers de New York       |
| 14                 | Carsen Twarynski  | Flyers de Philadelphie    |
| 15                 | Brandon Tanev     | Penguins de Pittsburgh    |
| 16                 | Vítek Vaněček     | Capitals de Washington    |
| 17                 | Tyler Pitlick     | Coyotes de l'Arizona      |
| 18                 | John Quenneville  | Blackhawks de Chicago     |
| 19                 | Joonas Donskoi    | Avalanche du Colorado     |
| 20                 | Jamieson Oleksiak | Stars de Dallas           |
| 21                 | Carson Soucy      | Wild du Minnesota         |
| 22                 | Calle Järnkrok    | Predators de Nashville    |
| 23                 | Vince Dunn        | Blues de Saint-Louis      |
| 24                 | Mason Appleton    | Jets de Winnipeg          |
| 25                 | Haydn Fleury      | Ducks d'Anaheim           |
| 26                 | Mark Giordano     | Flames de Calgary         |
| 27                 | Adam Larsson      | Oilers d'Edmonton         |
| 28                 | Kurtis MacDermid  | Kings de Los Angeles      |
| 29                 | Alexander True    | Sharks de San José        |
| 30                 | Kole Lind         | Canucks de Vancouver      |

### Transactions après le repêchage
- Gavin Bayreuther signe avec les Blue Jackets de Columbus comme agent libre, donc Seattle le repêche sans le signer
- Tyler Pitlick est échangé aux Flames de Calgary contre un choix de 4e ronde en 2022
- Kurtis Macdermid est échangé à l'Avalanche du Colorado contre un choix de 4e ronde en 2023